# Proevippa biampliata
Proevippa biampliata är en spindelart som först beskrevs av William Frederick Purcell 1903.  Proevippa biampliata ingår i släktet Proevippa och familjen vargspindlar. Inga underarter finns listade i Catalogue of Life.